# Endru Ng
Endru Ng (London, 18. april 1976) kinesko-američki je biznismen, naučnik, investitor i pisac. Mašinsko učenje i veštačka inteligencija su polje njegovog rada. Predaje na departmanima za računarstvo i elektrotehniku na Stanford univerzitetu i bio je  direktor laboratorije za veštačku inteligenciju. Jedan je od osnivača platformi za onlajn učenje Coursera i deeplearning.ai  i pionir je u tom poslu. Takođe, bio je jedan od osnivača i vođa Gugl Brejna, istraživačkog tima za veštačku inteligenciju pri Gugl kompaniji, kao i potpredsednik i vođa naučnika kompanije Baidu, razvivši tu naučno-istraživačku grupu. Osnovao je fond za veštačku inteligenciju, AI Fund, 2018. godine, sa početnih 175 miliona dolara raspoloživih za podršku projekata razvitka veštačke inteligencije. Jedan je od najpoznatijih i najuticajnih ljudi kompjuterske nauke.

## Biografija
Ng je rođen u Velikoj Britaniji 1976, kao sin emigranata iz Hongkonga. Živeo je neko vreme u Hongkongu i zatim u Singapuru gde se školovao se na Rafl institutu, završivši ga 1992. godine. Diplomirao je kompjutrske nauke, statistiku i ekonomiju na Karnegi Melon Univerzitetu u Pitsburgu u Pensilvaniji. Magistrirao je na Masačuetskom institutu za tehnologiju u Kembridžu 1998. godine. Doktorirao je na univerzitetu Berkli u Kaliforniji 2002 i iste godine je počeo da radi na Stanford univerzitu. Trenutno živi u Los Altosu Hilsu u Kaliforniji. Oženio se sa Kerol E. Rajli 2014.godine.

## Spoljašnje veze
- Stranica Stanford univerziteta
- Stranica STAIR programa Архивирано на веб-сајту  (21. јануар 2013)
- Publikacija
- Akademska geneologija
- Machine Learning (CS 229) Video Lecture
- Video konferencije
- From Self-Flying Helicopters to Classrooms of the Future
- Coursera-Leadership
- Stanford lab,ventura laboratorija